# Acolastus apicenotatus
Acolastus apicenotatus es un coleóptero de la familia Chrysomelidae.
Fue descrita científicamente por primera vez en 1899 por Chobaut.